# UEFA Women's Cup 2007-2008
La UEFA Women's Cup 2007-2008 è stata la settima edizione del torneo europeo femminile di calcio per club UEFA Women's Cup, destinato alle formazioni vincitrici dei massimi campionati nazionali d'Europa. Il torneo è stato vinto per la terza volta dalle tedesche del 1. FFC Francoforte nella doppia finale contro le svedesi dell'Umeå IK.

## Formato
Partecipano al torneo 2007-2008 un totale di 45 squadre provenienti da 44 diverse federazioni affiliate alla UEFA. L'Arsenal ha partecipato come squadra campione in carica. Essendo l'Arsenal anche campione di Inghilterra in carica, il posto per la federazione inglese è stato assegnato all'Everton, secondo classificato in Premier League 2006-2007.
Il torneo si compone di tre fasi: due fasi a gironi e la fase finale ad eliminazione diretta. Accedono direttamente alla seconda fase a gironi la squadra campione in carica e le squadre appartenenti alle prime quattro federazioni secondo il ranking UEFA. Alla prima fase a gironi accedono le squadre appartenenti alle restanti quaranta federazioni secondo il ranking UEFA. Le squadre vincenti i dieci gironi della prima fase e la migliore seconda accedono alla seconda fase a gironi, dove le 16 squadre sono state raggruppate in 4 gironi da 4 squadre ciascuno. In ogni girone, sia della prima sia della seconda fase, le squadre giocano una contro l'altra in un mini-torneo all'italiana, ospitato da una delle quattro squadre. Accedono alla fase ad eliminazione diretta le prime due classificate di ciascuno dei quattro gironi della seconda fase. Nei quarti di finale le squadre prima classificate affrontano le squadre seconde classificate nei gironi. I quarti di finale, le semifinali e la finale si giocano con partite di andata e ritorno.
| Turno                 | Andata                     | Ritorno                    |
| --------------------- | -------------------------- | -------------------------- |
| Prima fase a gironi   | dal 9 al 14 agosto 2007    | dal 9 al 14 agosto 2007    |
| Seconda fase a gironi | dall'11 al 16 ottobre 2007 | dall'11 al 16 ottobre 2007 |
| Quarti                | 14-15 novembre 2007        | 21-22 novembre 2007        |
| Semifinali            | 29-30 marzo 2008           | 5-6 aprile 2008            |
| Finale                | 17 maggio 2008             | 24 maggio 2008             |

## Squadre partecipanti
Per la prima volta Georgia e Malta iscrivono alla competizione la squadra campione del rispettivo campionato nazionale.
| Seconda fase a gironi | Seconda fase a gironi   | Seconda fase a gironi | Seconda fase a gironi |
| --------------------- | ----------------------- | --------------------- | --------------------- |
| Arsenal (DT)          | 1. FFC Francoforte (CN) | Umeå IK (CN)          | Brøndby               |
| Kolbotn (CN)          |                         |                       |                       |
| Prima fase a gironi   |                         |                       |                       |
| Everton               | Sparta Praga            | Napredak Kruševac     | Ruslan-93             |
| Bardolino Verona (CN) | Olympique Lione (CN)    | Rossijanka            | Valur (CN)            |
| Athletic Bilbao (CN)  | ADO Den Haag            | Universitet Vitebsk   | Gol Częstochowa       |
| 1. FC Femina          | Honka                   | PAOK                  | Zuchwil 05            |
| Hibernian             | 1º Dezembro             | KÍ Klaksvík           | FC Narta Chişinău     |
| Clujana               | Mayo                    | Glentoran Belfast Utd | Žytlobud-1 Charkiv    |
| Neulengbach           | Rapide Wezemaal         | Maccabi Holon         | Osijek                |
| Cardiff City Ladies   | Pärnu Jalgpalliklubi    | ŽNK Krka              | AEK Kokkinochorion    |
| Slovan Duslo Šaľa     | ŽFK Skiponjat           | SFK 2000              | Alma-KTZh             |
| NSA Sofia             | Gintra Universitetas    | Dinamo Tbilisi        | Birkirkara            |

## Prima fase a gironi
Le partite dei singoli gironi della prima fase sono state ospitate da una delle quattro squadre, indicata in corsivo.

### Gruppo A1
Le partite sono state disputate a Šiauliai e a Pakruojis (Lituania).
| Pos. | Squadra               | Pt | G | V | N | P | GF | GS | DR  |
| ---- | --------------------- | -- | - | - | - | - | -- | -- | --- |
| 1.   | Everton               | 9  | 3 | 3 | 0 | 0 | 20 | 0  | +20 |
| 2.   | Zuchwil 05            | 6  | 3 | 2 | 0 | 1 | 11 | 6  | +5  |
| 3.   | Gintra Universitetas  | 3  | 3 | 1 | 0 | 2 | 2  | 11 | -9  |
| 4.   | Glentoran Belfast Utd | 0  | 3 | 0 | 0 | 3 | 2  | 18 | -16 |

| 9 agosto 2007  | Zuchwil 05           | 5 - 1  | Glentoran            |  |
| 9 agosto 2007  | Everton              | 4 - 0  | Gintra Universitetas |  |
| 11 agosto 2007 | Everton              | 11 - 0 | Glentoran            |  |
| 11 agosto 2007 | Gintra Universitetas | 0 - 6  | Zuchwil 05           |  |
| 14 agosto 2007 | Zuchwil 05           | 0 - 5  | Everton              |  |
| 14 agosto 2007 | Glentoran            | 1 - 2  | Gintra Universitetas |  |

### Gruppo A2
Le partite sono state disputate a Toftir e a Tórshavn (Isole Fær Øer).
| Pos. | Squadra      | Pt | G | V | N | P | GF | GS | DR  |
| ---- | ------------ | -- | - | - | - | - | -- | -- | --- |
| 1.   | Valur        | 9  | 3 | 3 | 0 | 0 | 13 | 2  | +11 |
| 2.   | Honka        | 6  | 3 | 2 | 0 | 1 | 6  | 3  | +3  |
| 3.   | ADO Den Haag | 1  | 3 | 0 | 1 | 2 | 2  | 7  | -5  |
| 4.   | KÍ Klaksvík  | 1  | 3 | 0 | 1 | 2 | 2  | 11 | -9  |

| 9 agosto 2007  | Valur        | 2 - 1 | Honka        |  |
| 9 agosto 2007  | ADO Den Haag | 1 - 1 | KÍ Klaksvík  |  |
| 11 agosto 2007 | Honka        | 1 - 0 | ADO Den Haag |  |
| 11 agosto 2007 | Valur        | 6 - 0 | KÍ Klaksvík  |  |
| 14 agosto 2007 | ADO Den Haag | 1 - 5 | Valur        |  |
| 14 agosto 2007 | KÍ Klaksvík  | 1 - 4 | Honka        |  |

### Gruppo A3
Le partite sono state disputate a Neulengbach e a Sankt Pölten (Austria).
| Pos. | Squadra         | Pt | G | V | N | P | GF | GS | DR  |
| ---- | --------------- | -- | - | - | - | - | -- | -- | --- |
| 1.   | Neulengbach     | 9  | 3 | 3 | 0 | 0 | 15 | 4  | +11 |
| 2.   | Hibernian       | 6  | 3 | 2 | 0 | 1 | 15 | 5  | +10 |
| 3.   | GOL Częstochowa | 3  | 3 | 1 | 0 | 2 | 6  | 13 | -7  |
| 4.   | Mayo            | 0  | 3 | 0 | 0 | 3 | 1  | 15 | -14 |

| 9 agosto 2007  | GOL Częstochowa | 4 - 1 | Mayo            |  |
| 9 agosto 2007  | Neulengbach     | 4 - 3 | Hibernian       |  |
| 11 agosto 2007 | Hibernian       | 4 - 1 | GOL Częstochowa |  |
| 11 agosto 2007 | Neulengbach     | 3 - 0 | Mayo            |  |
| 14 agosto 2007 | GOL Częstochowa | 1 - 8 | Neulengbach     |  |
| 14 agosto 2007 | Mayo            | 0 - 8 | Hibernian       |  |

### Gruppo A4
Le partite sono state disputate a Osijek (Croazia).
| Pos. | Squadra             | Pt | G | V | N | P | GF | GS | DR |
| ---- | ------------------- | -- | - | - | - | - | -- | -- | -- |
| 1.   | Rapide Wezemaal     | 9  | 3 | 3 | 0 | 0 | 5  | 0  | +5 |
| 2.   | 1º Dezembro         | 6  | 3 | 2 | 0 | 1 | 9  | 1  | +8 |
| 3.   | Osijek              | 3  | 3 | 1 | 0 | 2 | 2  | 10 | -8 |
| 4.   | Cardiff City Ladies | 0  | 3 | 0 | 0 | 3 | 1  | 6  | -5 |

| 9 agosto 2007  | Rapide Wezemaal     | 2 - 0 | Cardiff City Ladies |  |
| 9 agosto 2007  | 1º Dezembro         | 7 - 0 | Osijek              |  |
| 11 agosto 2007 | Cardiff City Ladies | 0 - 2 | 1º Dezembro         |  |
| 11 agosto 2007 | Rapide Wezemaal     | 2 - 0 | Osijek              |  |
| 14 agosto 2007 | 1º Dezembro         | 0 - 1 | Rapide Wezemaal     |  |
| 14 agosto 2007 | Osijek              | 2 - 1 | Cardiff City Ladies |  |

### Gruppo A5
Le partite si sono disputate a Lubiana e a Domžale (Slovenia).
| Pos. | Squadra          | Pt | G | V | N | P | GF | GS | DR  |
| ---- | ---------------- | -- | - | - | - | - | -- | -- | --- |
| 1.   | Bardolino Verona | 9  | 3 | 3 | 0 | 0 | 22 | 0  | +22 |
| 2.   | Athletic Bilbao  | 6  | 3 | 2 | 0 | 1 | 20 | 1  | +19 |
| 3.   | ŽNK Krka         | 3  | 3 | 1 | 0 | 2 | 5  | 10 | -5  |
| 4.   | Birkirkara       | 0  | 3 | 0 | 0 | 3 | 1  | 37 | -36 |

| 9 agosto 2007  | Athletic Bilbao  | 4 - 0  | ŽNK Krka         |  |
| 9 agosto 2007  | Bardolino Verona | 16 - 0 | Birkirkara       |  |
| 11 agosto 2007 | Athletic Bilbao  | 16 - 0 | Birkirkara       |  |
| 11 agosto 2007 | ŽNK Krka         | 0 - 5  | Bardolino Verona |  |
| 14 agosto 2007 | Bardolino Verona | 1 - 0  | Athletic Bilbao  |  |
| 14 agosto 2007 | Birkirkara       | 1 - 5  | ŽNK Krka         |  |

### Gruppo A6
Le partite si sono disputate a Strumica (Macedonia).
| Pos. | Squadra           | Pt | G | V | N | P | GF | GS | DR  |
| ---- | ----------------- | -- | - | - | - | - | -- | -- | --- |
| 1.   | Olympique Lione   | 9  | 3 | 3 | 0 | 0 | 29 | 0  | +29 |
| 2.   | SFK 2000          | 6  | 3 | 2 | 0 | 1 | 4  | 8  | -4  |
| 3.   | ŽFK Skiponjat     | 3  | 3 | 1 | 0 | 2 | 4  | 13 | -9  |
| 4.   | Slovan Duslo Šaľa | 0  | 3 | 0 | 0 | 3 | 1  | 17 | -16 |

| 9 agosto 2007  | Olympique Lione   | 12 - 0 | Slovan Duslo Šaľa |  |
| 9 agosto 2007  | SFK 2000          | 2 - 1  | ŽFK Skiponjat     |  |
| 11 agosto 2007 | Olympique Lione   | 10 - 0 | ŽFK Skiponjat     |  |
| 11 agosto 2007 | Slovan Duslo Šaľa | 0 - 2  | SFK 2000          |  |
| 14 agosto 2007 | SFK 2000          | 0 - 7  | Olympique Lione   |  |
| 14 agosto 2007 | ŽFK Skiponjat     | 3 - 1  | Slovan Duslo Šaľa |  |

### Gruppo A7
Le partite si sono disputate a Krasnoarmejsk e a Ščëlkovo (Russia).
| Pos. | Squadra            | Pt | G | V | N | P | GF | GS | DR  |
| ---- | ------------------ | -- | - | - | - | - | -- | -- | --- |
| 1.   | Rossijanka         | 9  | 3 | 3 | 0 | 0 | 28 | 0  | +28 |
| 2.   | Žytlobud-1 Charkiv | 6  | 3 | 2 | 0 | 1 | 18 | 5  | +13 |
| 3.   | Napredak Kruševac  | 3  | 3 | 1 | 0 | 2 | 8  | 13 | -5  |
| 4.   | Dinamo Tbilisi     | 0  | 3 | 0 | 0 | 3 | 2  | 38 | -36 |

| 9 agosto 2007  | Žytlobud-1 Charkiv | 14 - 0 | Dinamo Tbilisi     |  |
| 9 agosto 2007  | Rossijanka         | 7 - 0  | Napredak Kruševac  |  |
| 11 agosto 2007 | Napredak Kruševac  | 2 - 4  | Žytlobud-1 Charkiv |  |
| 11 agosto 2007 | Rossijanka         | 18 - 0 | Dinamo Tbilisi     |  |
| 14 agosto 2007 | Žytlobud-1 Charkiv | 0 - 3  | Rossijanka         |  |
| 14 agosto 2007 | Dinamo Tbilisi     | 2 - 6  | Napredak Kruševac  |  |

### Gruppo A8
Le partite si sono disputate a Salonicco (Grecia).
| Pos. | Squadra              | Pt | G | V | N | P | GF | GS | DR  |
| ---- | -------------------- | -- | - | - | - | - | -- | -- | --- |
| 1.   | Universitet Vitebsk  | 9  | 3 | 3 | 0 | 0 | 12 | 0  | +12 |
| 2.   | NSA Sofia            | 4  | 3 | 1 | 1 | 1 | 5  | 5  | 0   |
| 3.   | PAOK                 | 4  | 3 | 1 | 1 | 1 | 5  | 8  | -3  |
| 4.   | Pärnu Jalgpalliklubi | 0  | 3 | 0 | 0 | 3 | 3  | 12 | -9  |

| 9 agosto 2007  | NSA Sofia            | 3 - 1 | Pärnu Jalgpalliklubi |  |
| 9 agosto 2007  | Universitet Vitebsk  | 4 - 0 | PAOK                 |  |
| 11 agosto 2007 | Universitet Vitebsk  | 6 - 0 | Pärnu Jalgpalliklubi |  |
| 11 agosto 2007 | PAOK                 | 2 - 2 | NSA Sofia            |  |
| 14 agosto 2007 | NSA Sofia            | 0 - 2 | Universitet Vitebsk  |  |
| 14 agosto 2007 | Pärnu Jalgpalliklubi | 2 - 3 | PAOK                 |  |

### Gruppo A9
Le partite si sono disputate a Orhei e a Chișinău (Moldavia)
| Pos. | Squadra           | Pt | G | V | N | P | GF | GS | DR  |
| ---- | ----------------- | -- | - | - | - | - | -- | -- | --- |
| 1.   | Alma-KTZh         | 9  | 3 | 3 | 0 | 0 | 13 | 1  | +12 |
| 2.   | 1. FC Femina      | 6  | 3 | 2 | 0 | 1 | 9  | 3  | +6  |
| 3.   | FC Narta Chişinău | 3  | 3 | 1 | 0 | 2 | 3  | 8  | -5  |
| 4.   | Ruslan-93         | 0  | 3 | 0 | 0 | 3 | 1  | 14 | -13 |

| 9 agosto 2007  | 1. FC Femina      | 6 - 0 | Ruslan-93         |  |
| 9 agosto 2007  | Alma-KTZh         | 5 - 0 | FC Narta Chişinău |  |
| 11 agosto 2007 | Alma-KTZh         | 5 - 0 | Ruslan-93         |  |
| 11 agosto 2007 | FC Narta Chişinău | 0 - 2 | 1. FC Femina      |  |
| 14 agosto 2007 | 1. FC Femina      | 1 - 3 | Alma-KTZh         |  |
| 14 agosto 2007 | Ruslan-93         | 1 - 3 | FC Narta Chişinău |  |

### Gruppo A10
Le partite si sono disputate a Holon, a Gerusalemme e a Rishon LeZion (Israele).
| Pos. | Squadra            | Pt | G | V | N | P | GF | GS | DR  |
| ---- | ------------------ | -- | - | - | - | - | -- | -- | --- |
| 1.   | Sparta Praga       | 7  | 3 | 2 | 1 | 0 | 24 | 4  | +20 |
| 2.   | Clujana            | 7  | 3 | 2 | 1 | 0 | 15 | 1  | +14 |
| 3.   | Maccabi Holon      | 3  | 3 | 1 | 0 | 2 | 8  | 8  | 0   |
| 4.   | AEK Kokkinochorion | 0  | 3 | 0 | 0 | 3 | 1  | 35 | -34 |

| 9 agosto 2007  | Sparta Praga       | 1 - 1  | Clujana            |  |
| 9 agosto 2007  | Maccabi Holon      | 5 - 1  | AEK Kokkinochorion |  |
| 11 agosto 2007 | Sparta Praga       | 19 - 0 | AEK Kokkinochorion |  |
| 11 agosto 2007 | Clujana            | 3 - 0  | Maccabi Holon      |  |
| 14 agosto 2007 | Maccabi Holon      | 3 - 4  | Sparta Praga       |  |
| 14 agosto 2007 | AEK Kokkinochorion | 0 - 11 | Clujana            |  |

## Seconda fase a gironi
Le partite dei singoli gironi della seconda fase sono state ospitate da una delle quattro squadre, indicata in corsivo.

### Gruppo B1
Le partite si sono disputate a Borehamwood e a St Albans (Inghilterra).
| Pos. | Squadra          | Pt | G | V | N | P | GF | GS | DR  |
| ---- | ---------------- | -- | - | - | - | - | -- | -- | --- |
| 1.   | Arsenal          | 7  | 3 | 2 | 1 | 0 | 14 | 3  | +11 |
| 2.   | Bardolino Verona | 7  | 3 | 2 | 1 | 0 | 11 | 6  | +5  |
| 3.   | Neulengbach      | 3  | 3 | 1 | 0 | 2 | 5  | 10 | -5  |
| 4.   | Alma-KTZh        | 0  | 3 | 0 | 0 | 3 | 1  | 12 | -11 |

| 11 ottobre 2007 | Bardolino Verona | 3 - 2 | Neulengbach      |  |
| 11 ottobre 2007 | Arsenal          | 4 - 0 | Alma-KTZh        |  |
| 13 ottobre 2007 | Arsenal          | 7 - 0 | Neulengbach      |  |
| 13 ottobre 2007 | Alma-KTZh        | 1 - 5 | Bardolino Verona |  |
| 16 ottobre 2007 | Bardolino Verona | 3 - 3 | Arsenal          |  |
| 16 ottobre 2007 | Neulengbach      | 3 - 0 | Alma-KTZh        |  |

### Gruppo B2
Le partite si sono disputate a Umeå (Svezia).
| Pos. | Squadra             | Pt | G | V | N | P | GF | GS | DR |
| ---- | ------------------- | -- | - | - | - | - | -- | -- | -- |
| 1.   | Umeå IK             | 7  | 3 | 2 | 1 | 0 | 7  | 3  | +4 |
| 2.   | Rossijanka          | 7  | 3 | 2 | 1 | 0 | 7  | 4  | +3 |
| 3.   | Universitet Vitebsk | 3  | 3 | 1 | 0 | 2 | 2  | 5  | -3 |
| 4.   | Clujana             | 0  | 3 | 0 | 0 | 3 | 2  | 6  | -4 |

| 11 ottobre 2007 | Rossijanka          | 3 - 1 | Universitet Vitebsk |  |
| 11 ottobre 2007 | Umeå IK             | 3 - 1 | Clujana             |  |
| 13 ottobre 2007 | Clujana             | 1 - 2 | Rossijanka          |  |
| 13 ottobre 2007 | Umeå IK             | 2 - 0 | Universitet Vitebsk |  |
| 16 ottobre 2007 | Universitet Vitebsk | 1 - 0 | Clujana             |  |
| 16 ottobre 2007 | Rossijanka          | 2 - 2 | Umeå IK             |  |

### Gruppo B3
Le partite si sono disputate a Bierbeek (Belgio).
| Pos. | Squadra            | Pt | G | V | N | P | GF | GS | DR |
| ---- | ------------------ | -- | - | - | - | - | -- | -- | -- |
| 1.   | 1. FFC Francoforte | 7  | 3 | 2 | 1 | 0 | 6  | 3  | +3 |
| 2.   | Rapide Wezemaal    | 4  | 3 | 1 | 1 | 1 | 3  | 6  | -3 |
| 3.   | Everton            | 3  | 3 | 1 | 0 | 2 | 5  | 5  | 0  |
| 4.   | Valur              | 3  | 3 | 1 | 0 | 2 | 6  | 6  | 0  |

| 11 ottobre 2007 | 1. FFC Francoforte | 3 - 1 | Valur              |  |
| 11 ottobre 2007 | Rapide Wezemaal    | 2 - 1 | Everton            |  |
| 13 ottobre 2007 | 1. FFC Francoforte | 2 - 1 | Everton            |  |
| 13 ottobre 2007 | Valur              | 4 - 0 | Rapide Wezemaal    |  |
| 16 ottobre 2007 | Everton            | 3 - 1 | Valur              |  |
| 16 ottobre 2007 | Rapide Wezemaal    | 1 - 1 | 1. FFC Francoforte |  |

### Gruppo B4
Le partite si sono disputate a Lione e a Bron (Francia).
| Pos. | Squadra         | Pt | G | V | N | P | GF | GS | DR |
| ---- | --------------- | -- | - | - | - | - | -- | -- | -- |
| 1.   | Brøndby         | 7  | 3 | 2 | 1 | 0 | 3  | 1  | +2 |
| 2.   | Olympique Lione | 7  | 3 | 2 | 1 | 0 | 3  | 1  | +2 |
| 3.   | Kolbotn         | 3  | 3 | 1 | 0 | 2 | 3  | 3  | 0  |
| 4.   | Sparta Praga    | 0  | 3 | 0 | 0 | 3 | 3  | 7  | -4 |

| 11 ottobre 2007 | Brøndby         | 0 - 0 | Olympique Lione |  |
| 11 ottobre 2007 | Kolbotn         | 3 - 1 | Sparta Praga    |  |
| 13 ottobre 2007 | Brøndby         | 2 - 1 | Sparta Praga    |  |
| 13 ottobre 2007 | Olympique Lione | 1 - 0 | Kolbotn         |  |
| 16 ottobre 2007 | Kolbotn         | 0 - 1 | Brøndby         |  |
| 16 ottobre 2007 | Sparta Praga    | 1 - 2 | Olympique Lione |  |

## Fase a eliminazione diretta

### Quarti di finale
| Squadra 1        | Totale             | Squadra 2          | Andata | Ritorno |
| ---------------- | ------------------ | ------------------ | ------ | ------- |
| Olympique Lione  | 3 – 2              | Arsenal            | 0 – 0  | 3 – 2   |
| Bardolino Verona | 1 – 1 (4-3 d.c.r.) | Brøndby            | 0 – 1  | 1 – 0   |
| Rapide Wezemaal  | 0 – 10             | Umeå IK            | 0 – 4  | 0 – 6   |
| Rossijanka       | 1 – 2              | 1. FFC Francoforte | 0 – 0  | 1 – 2   |

#### Andata
| Lione 14 novembre 2007, ore 19:00 (CET) | Olympique Lione   | 0 – 0 [http://en.archive.uefa.com/competitions/womencup/fixturesresults/round=15157/match=301688/index.html referto] | Arsenal | Stade de Gerland (5 500 spett.)\| Arbitro: \| Bibiana Steinhaus \| |
| Arbitro:                                | Bibiana Steinhaus | |         |                                                                    |

| Arbitro: | Christine Beck |

|  |           |                 |
|  | Marcatori | 13’ Christensen |

| Arbitro: | Natalia Avdonchenko |

|  |           |                                         |
|  | Marcatori | 9’, 90’ Marta 35’ Westberg 75’ Bachmann |

| Mosca 15 novembre 2007, ore 16:00 (CET) | Rossijanka         | 0 – 0 [http://en.archive.uefa.com/competitions/womencup/fixturesresults/round=15157/match=301690/index.html referto] | 1. FFC Francoforte | Stadio Rodina (800 spett.)\| Arbitro: \| Cristina Dorcioman \| |
| Arbitro:                                | Cristina Dorcioman | |                    |                                                                |

#### Ritorno
| Arbitro: | Jenny Palmqvist |

|                      |           |                                |
| Smith 24’ Yankey 33’ | Marcatori | 16’ Kátia 38’ Abily 85’ Thomis |

| Arbitro: | Nicole Petignat |

|                                              |                      |                                      |
|                                              | Marcatori            | 37’ Tuttino                          |
| Jensen Nielsen Sørensen Christensen Pedersen | Tiri di rigore 2 – 3 | Boni Panico Gabbiadini Motta Tuttino |

| Arbitro: | Gyöngyi Gaal |

|                                                                       |           |  |
| Van Malenstein 6’ (aut.) Edlund 18’, 28’ Marta 44’, 67’ Ljungberg 60’ | Marcatori |  |

| Arbitro: | Wendy Toms |

|                         |           |              |
| Wimbersky 23’ Prinz 44’ | Marcatori | 91’ Morozova |

### Semifinali
| Squadra 1          | Totale         | Squadra 2        | Andata | Ritorno |
| ------------------ | -------------- | ---------------- | ------ | ------- |
| Olympique Lione    | 1 – 1 (g.f.c.) | Umeå IK          | 1 – 1  | 0 – 0   |
| 1. FFC Francoforte | 7 – 2          | Bardolino Verona | 4 – 2  | 3 – 0   |

#### Andata
| Arbitro: | Claudine Brohet |

|                                |           |                          |
| Pohlers 5’, 81’ Prinz 19’, 79’ | Marcatori | 47’ Motta 83’ Gabbiadini |

| Arbitro: | Tanja Schett |

|           |           |            |
| Nécib 72’ | Marcatori | 57’ Edlund |

#### Ritorno
| Arbitro: | Maaren Olander |

|  |           |                                       |
|  | Marcatori | 68’ Thomas 80’ Garefrekes 81’ Pohlers |

| Umeå 6 aprile 2008, ore 13:30 (CET) | Umeå IK             | 0 – 0 [http://en.archive.uefa.com/competitions/womencup/fixturesresults/round=15158/match=301705/index.html referto] | Olympique Lione | Gammliavallen (3 372 spett.)\| Arbitro: \| Alexandra Ihringova \| |
| Arbitro:                            | Alexandra Ihringova | |                 |                                                                   |

### Finale
| Squadra 1 | Totale | Squadra 2          | Andata | Ritorno |
| --------- | ------ | ------------------ | ------ | ------- |
| Umeå IK   | 3 – 4  | 1. FFC Francoforte | 1 – 1  | 2 – 3   |

#### Andata
| Arbitro: | Gyöngyi Gaal |

|          |           |            |
| Marta 1’ | Marcatori | 5’ Pohlers |

#### Ritorno
| Arbitro: | Alexandra Ihringova |

|                               |           |                           |
| Pohlers 7’, 55’ Wimbersky 71’ | Marcatori | 68’ Dahlqvist 83’ Östberg |

## Statistiche

### Classifica marcatrici
Di seguito le migliori marcatrici della competizione.
| Gol |  |  | Giocatore                 | Squadra            |
| --- |  |  | ------------------------- | ------------------ |
| 9   |  |  | Vira Djatel               | Žytlobud-1 Charkiv |
| 9   |  |  | Patrizia Panico           | Bardolino Verona   |
| 9   |  |  | Margrét Lára Viðarsdóttir | Valur              |
| 8   |  |  | Nina Burger               | Neulengbach        |
| 8   |  |  | Natalia Mokshanova        | Rossijanka         |
| 8   |  |  | Conny Pohlers             | 1. FFC Francoforte |
| 8   |  |  | Erika Vázquez             | Athletic Bilbao    |
| 7   |  |  | Natalia Barbashina        | Rossijanka         |
| 7   |  |  | Melania Gabbiadini        | Bardolino Verona   |
| 7   |  |  | Katia                     | Olympique Lione    |
| 7   |  |  | Marta                     | Umeå IK            |